# 菲特·泰斯塔羅沙
菲特·泰斯塔羅沙（フェイト・テスタロッサ、Fate Testarossa），是日本動畫《魔法少女奈葉》另一個女主角、《魔法少女奈葉A's》、《魔法少女奈葉StrikerS》中的主角之一，日語配音員為水樹奈奈，國語配音員為馬君珮
菲特·泰斯塔羅沙是2006年最萌大賽亞軍，
並於2008年拿下國際最萌聯盟比賽（ISML）的后冠(Havenly Tiara)。

## 人物

### 無印（TV第一期）與A's（TV第二期）中的菲特
外表年齡為9歲，右撇子，性格冷靜，沉默寡言，予人難以親近之感。但其實她是一名心地善良的女孩，因其「母親」未曾給予她一般人都能得到的母愛，令她感到相當孤寂；她的內心深處相當渴望得到母親的關愛，也因此接受母親的要求，進行嚴酷的魔力和戰鬥訓練，以及收集寶石種子的違法行動。
後來菲特得知自己的出生緣由，她勇敢地面對；雖然最後仍失去了敬愛的母親，不過因為高町奈葉的扶持，讓她變得堅強、變得更有勇氣與意志力去守護她想守護的東西。
魔法和戰鬥知識為碩士水準。
因米德式魔法是經由數學計算建構的緣故，且與奈葉所處的世界並無差別，所以在校理科成績優秀，甚至能解出美由希的高中數學題目；體育能力也有一定水準；但因為沒有學過漢字的緣故，所以文科成績極為可憐。
名稱取自於法拉利生產的旗艦型號Testarossa。

### StrikerS中的菲特
正式成為琳蒂·哈洛溫的養女，姓氏變更為菲特·T·哈洛溫（フェイト・T・ハラオウン）。
登場年齡為19歲，任職於時空管理局，擔當職位為執務官，階級為一等尉，與高町奈葉、八神疾風一同被認為是管理局的王牌（ACE），在管理局內部有著「冰山美人」的稱號。
轉任至機動六課後擔任的職位為搜查指揮，兼任「Lightning」分隊的隊長。
任務途中，她保護了與她相同境遇的孩子們，並適時地給了他們一份溫暖。

## 故事

### 無印（TV第一期）
「寶石種子事件」的關鍵人物之一，與使魔艾爾芙來到寶石種子散落的地球。
與高町奈葉相遇並與之戰鬥數次，最後敗北。
事件後和高町奈葉結為摯友。

### A's（TV第二期）
成為了時空管理局的臨時魔導師，與摯友奈葉共同解決闇之書事件。
事件結束後的六年，升上私立聖祥大附屬中學三年級，並決定成為時空管理局的執務官。

### StrikerS（TV第三期）
任務途中，偶然保護了艾利歐與凱珞。
之後接受了闇之書事件後成為摯友的八神疾風邀約，轉任至機動六課擔任「Lightning」分隊的隊長(雷光1號)。
機動六課解散後回到了原崗位，並且讓緹亞娜成為了自己的第二位執務補佐官。
在StrikerS中期與奈葉一起收養薇薇欧（Vivio）。

### INNOCENT（漫畫版）
與奈葉等人同為普通小學生。
負責在Brave Duel公開測試，排行全國第二名，有著在遊戲中擊敗一般大人的實力，被艾莉希亞稱作T&H店中的王牌而驕傲著。

## 菲特的魔法相關資料
法器：巴爾迪修（無印、A's前期，或譯雷光戰斧）→巴爾迪修·衝擊（A's後期、Strikers，或譯雷神戰斧）
法器型態 : 衝擊模式(斧型，動畫另譯突擊模式)&巨鐮模式(鐮型)&雷神模式(巨劍型，另譯雷霆模式、斬劍模式)&閃光模式(裝甲輕量化，機動力提升)&雷舞模式(雙劍型，限界昇華型態)。
魔法術式：米德奇魯達式
魔法等級：空戰AAA（無印、A's時期）／空戰S+（StrikerS時期。由於在機動六課任職期間接受能力限定之故，平時能力被限定在AA級）
魔法陣顏色：金色
魔法種類：斬擊系、射擊系、廣域攻擊系、遙控射擊系、防禦系
戰鬥定位：以中、近距離高速戰鬥為主，亦可使用遠距離攻擊的萬能型空戰魔導師。

## 使用招式
菲特的魔法大多建構於自身特有的「魔力轉換・發電資質」，所以魔法攻擊中大多附有雷擊效果。
光子靈槍(Photon Lancer)
在身體周圍形成光子，發射出槍狀的魔力彈的魔法。
只有直線飛行，而不具有誘導性能，但可對彈速進行加速以及連射。
菲特最初習得的魔法，因此熟練度和信賴性也頗高，使用頻率也相當的高，即使不依靠魔導器也能夠使用。
光子靈槍・雷影激射(Photon Lancer Multishot)
光子靈槍的延伸技能。
在周圍形成多個光子光彈，同時進行發射的魔法。
光子靈槍・繁星飛耀(Photon Lancer Phalanx Shift)
光子靈槍的延伸技能，是菲特在初期時時最強的攻擊魔法。
通過控制30發以上的光彈，將光子靈槍集中一點以進行高速連射。
儘管威力還不如星光爆裂，不過該魔法的詠唱時間較長，因此使用的難度不低，也會耗費大量的魔力。
詠唱文『阿爾卡斯・克爾塔斯・艾基亞斯。怒吼的天神啊，在我的指引下奔馳吧。巴爾艾爾・紮爾艾爾・布勞澤爾。光子靈槍・繁星飛耀，咆哮吧!發射!』
雷子靈槍(Plasma Lancer)
台灣翻譯為電子槍騎，光子靈槍的強化技能，直射型射擊魔法。
能夠同時生成數個的彈體，並進行誘導操作，同時也可進行遠程操作，進行再次瞄準與追蹤發射。
追擊目標的性能非常高。
弧光飛刃(Arc Saber)
將使用鐮刀型態時，頂端所形成的魔力壓縮壓縮出斬擊用的光刃，將其發射出去的魔法，光刃會類似迴旋鏢般的旋轉飛行，速度也能自由控制。
發射後，可在隨時使用“飛刃爆破(Saber Blast)”，用引爆魔力光刃的方式給予敵人傷害。
雖然不是很快，但有著能夠緊咬屏障的特性，攻擊軌道也相當多樣化，令被攻擊的一方難以進行防禦和回避。
可以作爲誘铒使用，牽制對手等，適合用於陷阱。
巨鐮飛刃(Haken Saber)
弧光飛刃的強化型，雷神戰斧在巨鐮模式下使用的魔法，可通過將魔力刀刃化後射出進行攻擊的誘導攻擊魔法。
雷鳴震破(Thunder Smasher)
菲特所使用的遠距離炮擊魔法。
跟天神裂破相同，具有貫穿屏障的能力，雖然在魔法對抗能力比起天神裂破略遜一籌，但因為帶有雷電屬性的緣故，命中時的殺傷力更為強大。
神雷震破(Plasma Smasher)
雷鳴震破的延伸型炮擊魔法，菲特經常使用。
以放射出高威力的雷擊作為攻擊，在經過雷神戰斧的調整下，可以視不同的情況對釋放威力進行調整。
雷戟震破(Trident Smasher)
雷鳴震破的延伸型炮擊魔法。
與雷子震破大同小異，但差別是並不是經由雷神戰斧來直接發射，而是以單手直接進行射擊。另外，會延伸出三個雷鳴震破，由上、中、下三個位置進行射擊。
神雷震怒(Thunder Rage)
鎖定型的範圍攻擊魔法，使用於在雷光戰斧的封印形態。
以帶有束縛能力的雷光拘束範圍内所有的目標，讓目標行動停止之後再以雷擊同時發動攻擊。
精準度相當高，即使術者在施術範圍内也不會被誤認爲目標受到影響。
雷鳴電刃(Thunder Blade)
神雷震怒的延伸型魔法，但除了沒有神雷震怒的拘束能力外，連外觀也是使用不同的劍型。
藉以發射出大量的雷劍攻擊對手，並能透過口令來爆破雷劍，進一步釋放雷擊來給予對方傷害。
巨鐮裂斬(Haken Slash)
雷神戰斧在巨鐮模式下的近距離魔力斬擊。
附有對魔導師用的屏障貫穿能力。
雷電降臨(Thunder Fall)
利用控制氣候發動的遠距離攻擊魔法。
面對可以靠AMF消除魔法的拓發者，利用雷雲降下雷電來進行攻擊。
詠唱文『阿爾卡斯・克爾塔斯・艾基亞斯。化作閃光的天神啊，在我的指引下降臨吧。巴爾艾爾・紮爾艾爾・布勞澤爾。落下的閃電，鳴響的轟雷。阿爾卡斯・克爾塔斯・艾基亞斯。』
在漫畫版中除攻擊外，也做為菲特參加資格考試，與艾爾芙合作使出的儀式魔法。
防禦(Defenser)
高速型自動防禦魔法。
對機動力優秀，比起防禦更著重閃避的菲特來說，這並不是不擅長防禦魔法，該魔法只是由雷光戰斧進行自動詠唱來保持最低限度的防禦手段。
強化防禦(Defenser Plus)
防禦的強化版，在新曆71年的機場火災中，由菲特設置在被救助者周圍的防禦魔法。
帶有對用於防禦衝擊以及溫度的機能。
閃電移動(Blitz Action)
限定在短距離使用時所使用的高速移動魔法，在一瞬間的移動內足以讓對手跟丢目標。
此招主要利用於占據對手的死角來攻擊。
雷光枷鎖(Lightning Bind)
設置型的捕獲魔法。在捕獲的發生點附近還伴随出提升雷擊系魔法的效果。
在空間中設置下肉眼無法辨識的魔法陣，在一瞬間將其接觸對象拘束的陷阱魔法。
閃電飛躍(Blitz Rush)
菲特所使用的加速魔法，透過雷神戰斧為媒介來加快魔法的攻擊速度。
音速移動(Sonic Move)
高速移動魔法，從别人眼中像是在進行瞬間移動一般進行著高速的移動。
除菲特以外，艾利歐也會使用，應是由菲特傳授。
雷焰聖刃(Jet Zamber)
雷神戰斧在聖刃形態下所使用的斬擊魔法。
其長度及攻擊範圍相當的廣，也有著相當規模的破壞力。
雷牙裂霸(Plasma Zamber Breaker)
菲特所使用的強力炮擊魔法，雷神戰斧在聖刃形態下所發動。
通過高速的儀式魔法産生雷電，將能量累積在聖刃形態的刀身上，以菲特自身結合雷神戰斧所有魔裝彈的魔力，釋放出伴随著雷光的強力攻擊。